# Frankie and Johnny (filme de 1991)
Frankie and Johnny (Brasil: Frankie & Johnny / Portugal: Frankie e Johnny) é um filme de romance estadunidense de 1991, dirigido por Garry Marshall e estrelado por Al Pacino e Michelle Pfeiffer em seu primeiro filme juntos desde Scarface (1983). Héctor Elizondo, Nathan Lane e Kate Nelligan apareceu em papéis secundários. A trilha sonora original foi composta por Marvin Hamlisch.
O roteiro de Frankie and Johnny foi adaptado por Terrence McNally de sua própria peça off-Broadway Frankie and Johnny in the Clair de Lune (1987), que contou com Kenneth Welsh e Kathy Bates. A alteração mais notável no filme foi a adição de vários personagens de apoio e vários locais; na peça original, apenas os dois personagens de mesmo nome aparecem no palco, e todo o drama ocorreu em um apartamento.
O título é uma referência à canção tradicional americana popular "Frankie and Johnny", publicado pela primeira vez em 1904, que conta a história de uma mulher que encontra o seu homem fazendo amor com outra mulher e atira nele o matando.
Outro filme de mesmo nome, Frankie and Johnny (1966), estrelado por Elvis Presley e Donna Douglas, leva o nome da canção, mas não é, de outra forma relacionadas a este filme.

## Sinopse
Após deixar a prisão, Johnny consegue o emprego de cozinheiro em uma lanchonete de Nova Iorque. Lá ele se apaixona por Frankie, uma bela garçonete, que devido a desilusões amorosas do passado, não lhe corresponde, evitando qualquer envolvimento mais íntimo.

## Elenco principal
- Al Pacino .... Johnny
- Michelle Pfeiffer .... Frankie
- Hector Elizondo .... Nick
- Nathan Lane .... Tim
- Kate Nelligan .... Cora
- Jane Morris .... Nedda
- Greg Lewis .... Tino
- Al Fann .... Luther
- Ele Keats .... Artemis
- Dedee Pfeiffer .... a prima de Frankie

## Produção
Kathy Bates, a atriz que originou o papel de Frankie na peça off-Broadway de 1987, fez campanha para o papel no cinema, mas foi preterida em favor de Michelle Pfeiffer. Mais tarde, ela disse sobre a eventual seleção de elenco: "Eu pensei que era maravilhoso ver uma história de amor sobre pessoas com mais de quarenta anos, pessoas comuns que estavam tentando conectar... Eu não acho que nós vamos vê-lo com este filme."
Star Trek VI: The Undiscovered Country estava filmando em um estúdio nas proximidades, e Garry Marshall arranjado para os atores William Shatner (James T. Kirk) e Leonard Nimoy (Spock) para aparecer totalmente fantasiados, ao abrir a porta do estúdio onde iria rodar uma cena, a fim de provocar uma verdadeira surpresa de Al Pacino, quando ele abriu.

## Recepção
Frankie and Johnny detém actualmente uma pontuação de 78% em Rotten Tomatoes com base em 18 comentários, indicando críticas positivas.

## Principais prêmios e indicações
Frankie and Johnny recebeu um GLAAD Media Awards de Melhor Filme, junto com Fried Green Tomatoes (1991), por suas "representações justa, precisa e abrangente da lésbica, gay, bissexual e transexual (LGBT) da comunidade e as questões que afetam suas vidas."
Michelle Pfeiffer foi nomeada para o Globo de Ouro de melhor atriz em comédia ou musical, mas perdeu para Bette Midler em For The Boys (1991).
Kate Nelligan ganhou BAFTA de melhor atriz coadjuvante em cinema e o National Board of Review de Melhor Atriz Coadjuvante.